# Aven de Marillac
L'aven de Marillac est un site préhistorique situé dans la commune de Marillac-le-Franc, en Charente. Les fouilles archéologiques ont mis au jour un gisement du Paléolithique moyen comportant des fossiles néandertaliens et des vestiges lithiques moustériens.

## Localisation

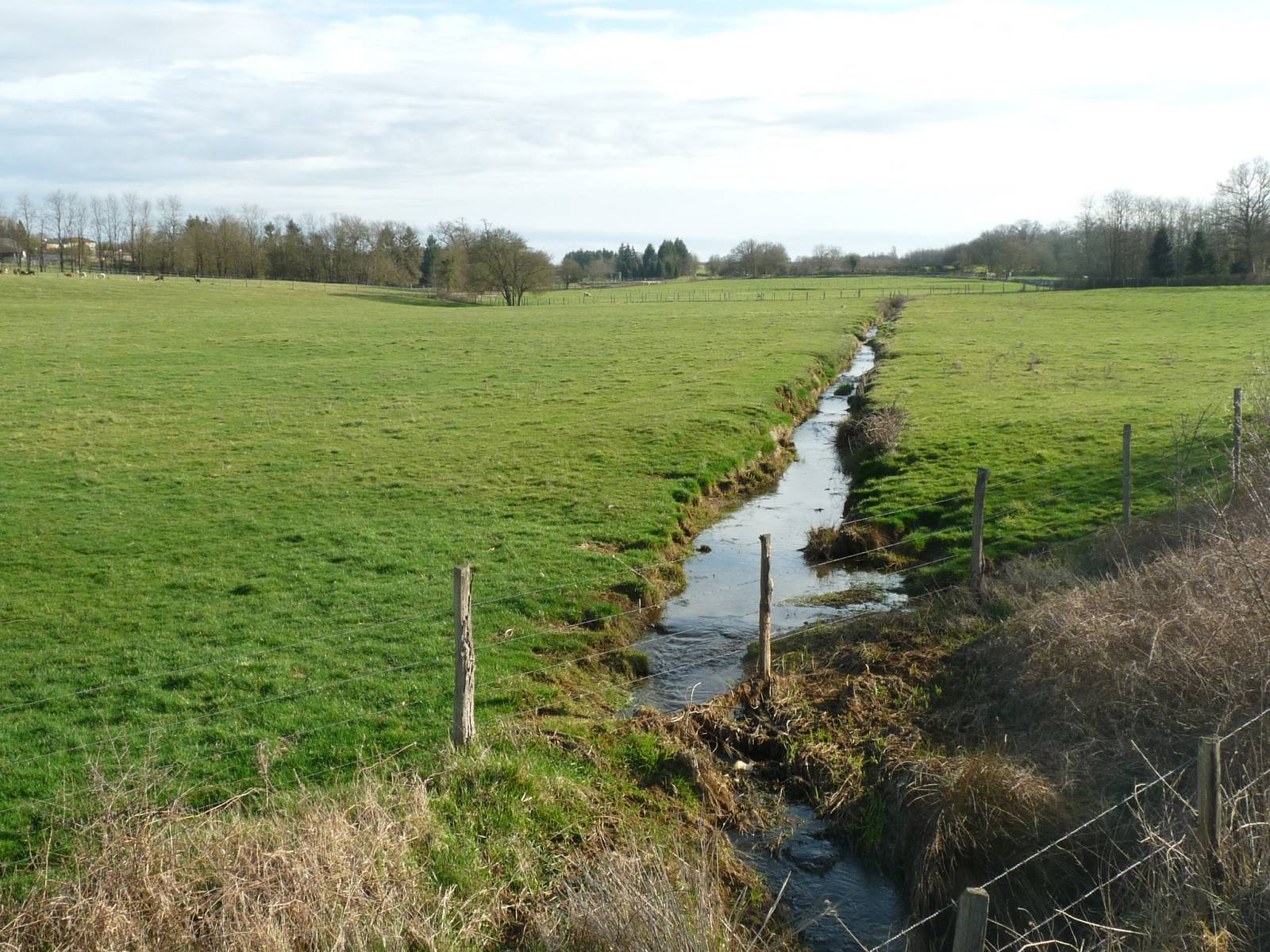
La Ligonne en hiver, à Marillac.

Le site est localisé sur le bord est du karst de La Rochefoucauld, au lieu-dit cadastral les Pradelles, à 300 m au nord-est du bourg de Marillac-le-Franc. Il est au bord de la Ligonne, un petit affluent en rive droite de la Tardoire. L'aven est marqué « gouffre » sur la carte IGN, sur la rive droite du ruisseau et légèrement en retrait.

## Historique
L'aven de Marillac a été découvert vers 1930 au cours de l'exploitation d'une carrière, puis fouillé par Pierre David en 1934. Puis le carrier a recueilli un important matériel qui a été étudié.
De 1967 à 1987, le paléoanthropologue français Bernard Vandermeersch a repris les fouilles. Elles ont ensuite été poursuivies par un de ses élèves, Bruno Maureille, devenu professeur de préhistoire à l'université de Bordeaux, qui mène une campagne de fouilles tous les ans, en juillet et août, en collaboration avec des chercheurs de l'université de Princeton, aux États-Unis. 

## Topographie
L'abri, peu profond, prolongé par une galerie allant vers la Ligonne, s'ouvre dans un aven de 15 m de diamètre. Le site a souvent été inondé par ce ruisseau, qui longe le site côté est.

## Stratigraphie
La stratigraphie, présentée par Bernard Vandermeersch en 1987, comporte 12 couches.
L'aven a été comblé il y a 32 000 ans et l'occupation de site a alors cessé.

## Faune ancienne
En 1934, Pierre David signale la présence de renne, cheval, bovidé et ours. La faune de M. Richebœuf, le carrier, est composée de renne, cheval, bovidé de grande taille, loup, hyène, ours, renard, marmotte et d'antilope saïga.

## Fossiles humains
Une mandibule humaine a été trouvée lors de la première fouille par Pierre David.
Bernard Vandermeersch a découvert en 1987 des dents, un fragment d'os pariétal et une partie de calotte crânienne appartenant à un homme de Néandertal adulte. L'os occipital comporte des incisions de grattage qui peuvent être rattachées à des pratiques d'inhumation secondaire.
Bruno Maureille et Alan Mann ont mis au jour d'autres restes fragmentaires qui ont été étudiés au laboratoire d'anthropologie de l'université Bordeaux I.

## Industrie lithique
- un silex de mauvaise qualité trouvé à proximité du site et travaillé sur place ;
- un silex de meilleure aptitude à la taille qui provient de gisements situés près d'Angoulême. Ces racloirs n'étaient pas fabriqués sur place. Des éclats de retouche ont été trouvés sur place ce qui montre qu'ils étaient réaffutés pour prolonger leur durée d'utilisation.

L'assemblage lithique est constitué à 70 % par des racloirs, surtout des racloirs transversaux et des racloirs simples convexes de type Quina. Il s'y ajoute quelques burins et quelques denticulés.
L'aven de Marillac a donc été occupé au Paléolithique moyen et présente une industrie du Moustérien de type Quina.